# Chromatomyia syngenesiae
Chromatomyia syngenesiae este o specie de muște din genul Chromatomyia, familia Agromyzidae. A fost descrisă pentru prima dată de Hardy în anul 1849. Conform Catalogue of Life specia Chromatomyia syngenesiae nu are subspecii cunoscute.